# Nannopopillia moffartsi
Nannopopillia moffartsi är en skalbaggsart som beskrevs av Ohaus 1901. Nannopopillia moffartsi ingår i släktet Nannopopillia och familjen Rutelidae. Inga underarter finns listade i Catalogue of Life.